# Leslie Lemke
Leslie Lemke (Milwaukee, 31 de janeiro de 1952) é um americano cego e savantista, que é mais conhecido por seu trabalho como músico.

## Biografia
Leslie Lemke nasceu prematuro em Milwaukee, Wisconsin em 1952. Ao nascer, foi diagnosticado com glaucoma, paralisia cerebral e danos cerebrais. Os médicos foram forçados a retirar seus olhos. Sua mãe biológica o entregou para adoção, e, May Lemke, uma enfermeira, adotou-o aos seis meses de idade. Para alimentá-lo, May tinha que empurrar comida goela abaixo. Demorou sete anos de constante cuidado até que Leslie pudesse mastigar alimentos por conta própria. Durante este tempo, ele não fez sons ou movimentos e não demonstrou nenhuma emoção. Ele tinha 12 anos quando ficou em pé pela primeira vez, e aos 15 anos aprendeu a andar.

## Músico
Aos 14 anos tocou, com perfeição, o  Concerto n.º 1 para piano de Tchaikovsky, depois de ouvi-lo pela primeira vez enquanto escutava um filme de televisão. Leslie logo foi tocando todos os estilos de música, do ragtime ao clássico.
Sua mãe adotiva incentivou seu talento para o piano. Em 1980, Leslie estava dando regularmente concertos em Fond du Lac, Wisconsin. Sua fama repentina lhe valeu convites para vários programas de televisão como CBC's Man Alive (apresentado por Roy Bonisteel), CBS Evening News, 60 Minutes, e  That's Incredible!. Em 1983, a ABC transmite The Woman Who Willed a Miracle, um drama sobre Leslie e sua mãe adotiva. Foi estrelado por Cloris Leachman como May Lemke. Leslie é também o tema da canção de Fred Small, Leslie is Different.
Leslie excursionou pelos Estados Unidos, Escandinávia e Japão e deu concertos gratuitos em várias ocasiões. Ele estava muito animado quando tocava.
May Lemke, sua mãe adotiva, desenvolveu a doença de Alzheimer e morreu em 6 de novembro de 1993.